# Kabinet-Wever-Croes I
Het kabinet Wever-Croes I was een kabinet van Aruba van 17 november 2017 tot 20 september 2021. Het was het eerste kabinet onder leiding van Evelyn Wever-Croes. Zij was de vierde premier van Aruba, de eerste vrouwelijke premier en de tweede premier namens de partij MEP. Het kabinet was een coalitie van de partijen MEP, POR en RED en het eerste kabinet waarin POR en RED regeringsdeelname hadden. Op 30 maart 2021 besloot het kabinet collectief zijn ontslag aan te bieden als reactie op verdenking van coalitiepartij POR van verduistering van gemeenschapsgeld. POR-minister Andin Bikker kondigde gelijktijdig aan zich van de POR te distantiëren en het kabinetsontslag te steunen. Tevens werd bij de gouverneur een verzoek ingediend tot ontbinding van de Staten van Aruba, een kleine zes maanden voor de volgende verkiezingen.

## Formatie
Bij de Statenverkiezingen van 22 september 2017 verloor de regeringspartij AVP 4 zetels en daarmee haar absolute meerderheid. Premier Mike Eman maakte hierop bekend als partijleider te zullen aftreden.
Omdat geen van de partijen een absolute meerderheid had gehaald was een coalitie noodzakelijk. Ondanks dat de AVP evenveel zetels maar net meer stemmen had gekregen dan de MEP, kreeg Evelyn Wever-Croes van gouverneur Alfonso Boekhoudt opdracht om 'een bestendig kabinet te vormen dat steunt op een zo breed mogelijke steun in de Staten'. Ongeveer een maand later bood Wever-Croes haar eindverslag aan en werd de lijst van ministers bekend. Het aantal ministersposten wordt gereduceerd van negen naar acht, doch de reductie is niet geheel conform de verkiezingsbelofte van de MEP in het kader van kostenbesparingen.

## Samenstelling
| Ministerie                                                              | Minister                     | Partij | Opmerkingen                                               |
| ----------------------------------------------------------------------- | ---------------------------- | ------ | --------------------------------------------------------- |
| Minister-president en Algemene Zaken, Integriteit, Energie en Innovatie | Evelyn Wever-Croes           | MEP    |                                                           |
| Financiën, Economische Zaken en Cultuur                                 | Xiomara Maduro               | MEP    |                                                           |
| Sociale Zaken en Arbeid                                                 | Glenbert Croes               | MEP    |                                                           |
| Toerisme, Volksgezondheid en Sport                                      | Danguillaume Oduber          | MEP    |                                                           |
| Transport, Communicatie en Primaire Sector                              | Chris Romero                 | MEP    |                                                           |
| Ruimtelijke Ontwikkeling, Infrastructuur en Milieu                      | Otmar Oduber                 | POR    | tevens vice-premier; afgetreden op 12 december 2019       |
| Ruimtelijke Ontwikkeling, Infrastructuur en Milieu                      | Evelyn Wever-Croes (interim) | MEP    | 12 december 2019-28 januari 2020 en 22 oktober 2020-heden |
| Ruimtelijke Ontwikkeling, Infrastructuur en Milieu                      | Marisol Lopez-Tromp          | POR    | van 28 januari 2020 tot 22 oktober 2020                   |
| Justitie en Immigratie                                                  | Andin Bikker                 | POR    | tevens vice-premier vanaf 2 januari 2020                  |
| Onderwijs, Wetenschappen en Duurzame Ontwikkeling                       | Rudy Lampe                   | RED    |                                                           |

Guillfred Besaril (MEP) was de gevolmachtigd minister in Den Haag. Als zodanig is hij lid van de rijksministerraad maar geen lid van het Arubaans kabinet.
Andy Lee (AVP) was de gevolmachtigd minister te Washington D.C. Hij behartigt de belangen van de Arubaanse regering in de Verenigde Staten, maar is geen lid van het Arubaanse kabinet. In 2018 werd hij als gevolmachtigd minister opgevolgd door Joselin Croes (POR).